# Cassville (Indiana)
Pour les articles homonymes, voir Cassville.
Cassville est un village situé dans le township d'Howard dans le comté de Howard dans l'Indiana aux États-Unis.
Cassville se situe à la bordure entre le township d'Howard et le Township de Clay. Il fait partie de l'aire statistique de Kokomo.